# Obwód samarski

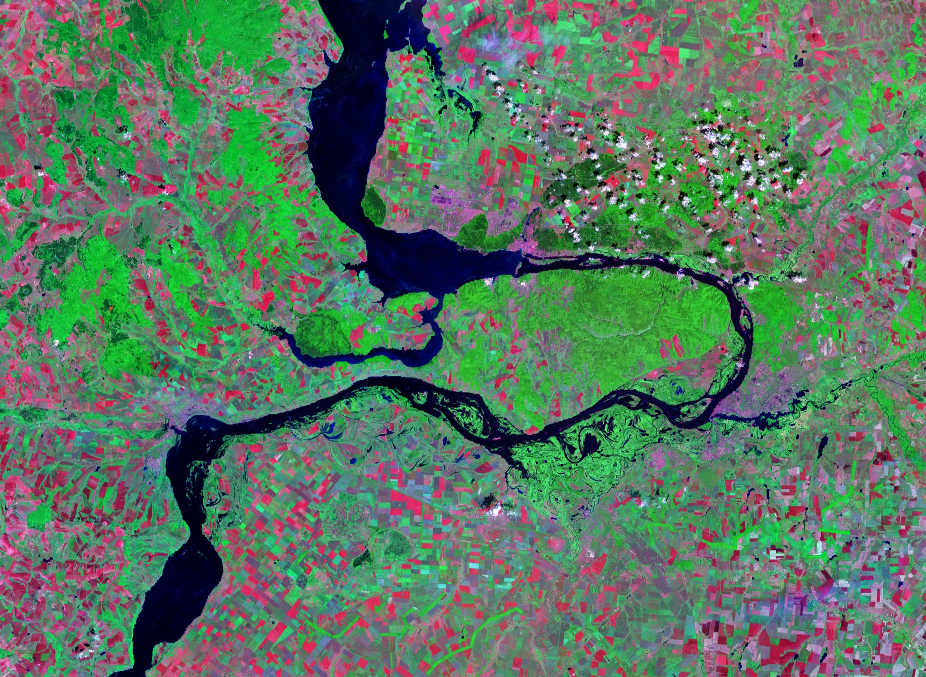
satelitarne zdjęcie okolic obwodu

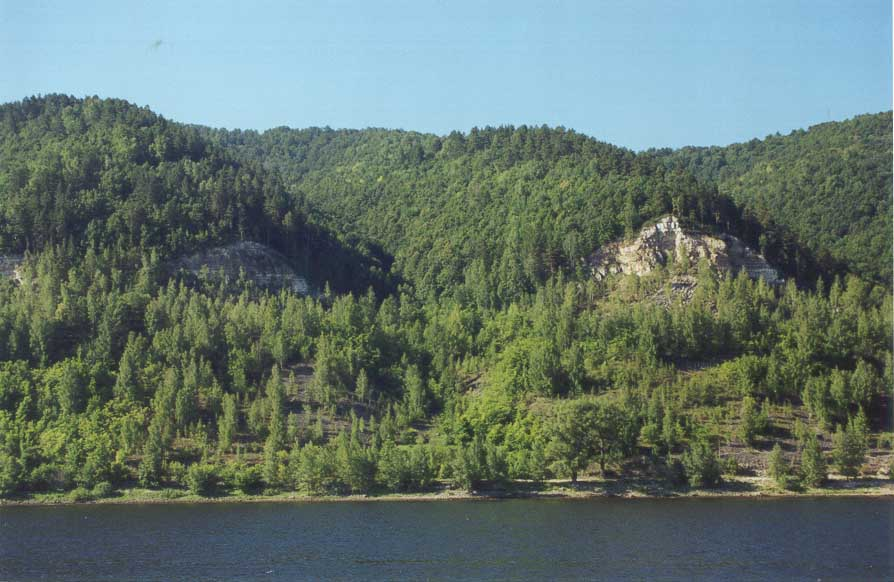
Góry Żygulowskie

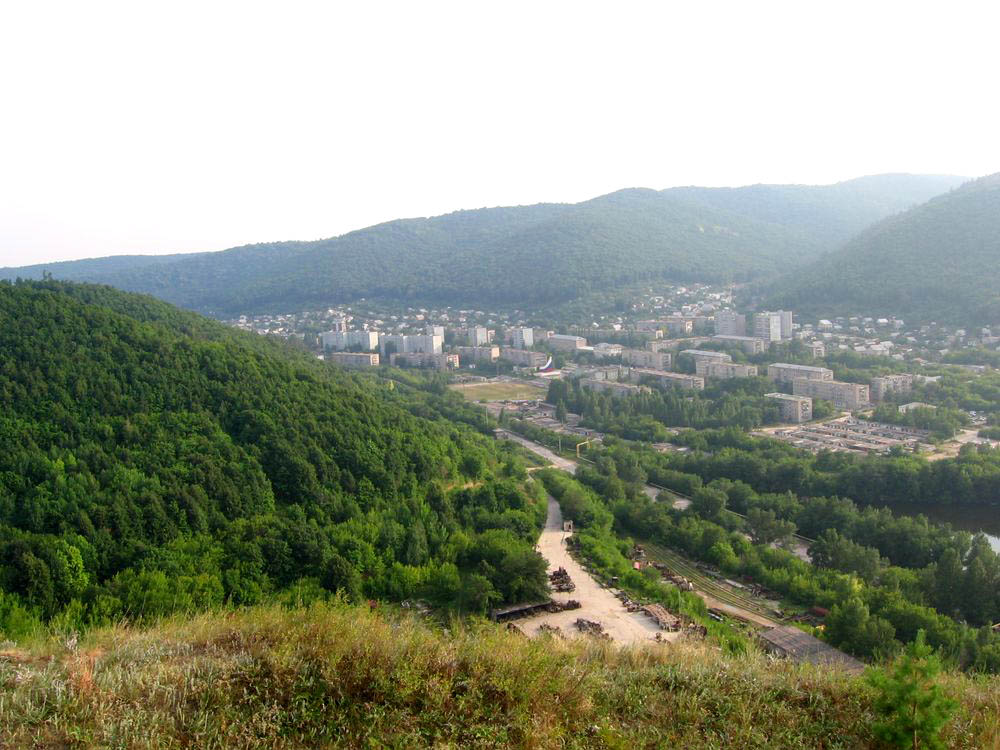
krajobraz obwodu – w tle osiedle Jabłoniewnyj Owrag

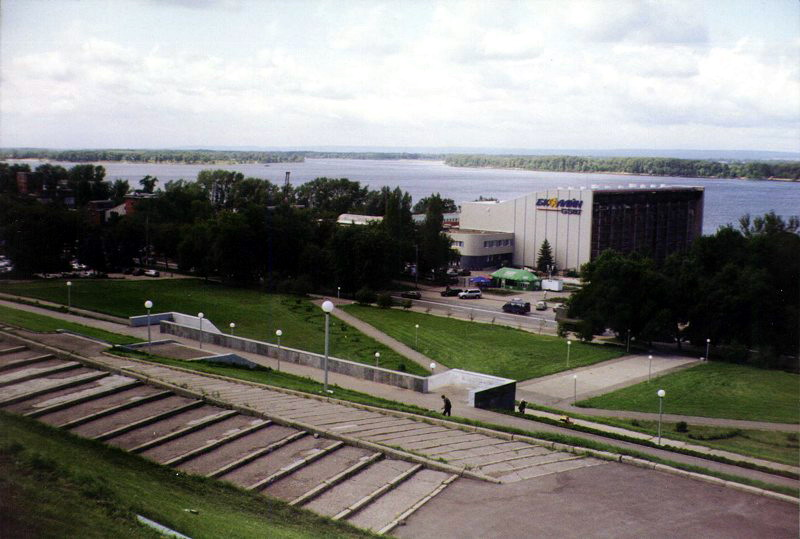
Wołga w Samarze

Obwód samarski (ros. Самарская область) – jednostka administracyjna Federacji Rosyjskiej.

## Geografia

### Położenie i powierzchnia
Obwód samarski położony jest na południowym wschodzie europejskiej części Rosji, w środkowym biegu największej rzeki kontynentu – Wołgi. Obwód zajmuje obszar 53,6 tys. km², co stanowi ok. 0,31% całej powierzchni Federacji Rosyjskiej.
Na terenie obwodu znajdują się Góry Żygulowskie.
Rozciągłość obwodu z północy na południe to 315 km, zaś ze wschodu na zachód – 335 km.

#### Granice
Obwód samarski w obrębie Rosji posiada następujące granice:
na północy – z Tatarstanem
na południu – z obwodem saratowskim
na wschodzie – z obwodem orenburskim
na północnym zachodzie – z obwodem uljanowskim

### Strefa czasowa
Obwód samarski do 25 października 2014 należał do moskiewskiej strefy czasowej (MSK): UTC+4:00 przez cały rok; po korekcie stref czasowych, od 26 października 2014 w obwodzie obowiązuje czas Samary (SAMT): UTC+4:00 przez cały rok.
Jeszcze wcześniej, przed 27 marca 2011 roku, w obwodzie obowiązywał czas Samary (SAMT/SAMST): czas standardowy (zimowy) strefy UTC+04:00 (SAMT), a czas letni UTC+05:00 (SAMST).

### Szata roślinna
Pierwotną roślinność regionu stanowi lasostep, tj. mozaika obszarów stepowych, leśnych i pośrednich, a o tym, która z tych formacji roślinnych dominować będzie na danym obszarze decydują czynniki glebowe, (mikro)klimatyczne i hydrologiczne. Generalnie na północy dominują lasy mieszane, zaś południe i wschód to obszar z przewagą stepów. Na obszarach stepowych dominują trawy, byliny i rośliny zielne, zaś w lasach rosną m.in. brzozy i sosny. Niektóre z gatunków roślin rosnących na terenie obwodu nie są spotykane w żadnym innym miejscu na ziemi.
Na obszarze obwodu istnieje kilka różnych form ochrony przyrody, m.in. Park Narodowy „Samarskaja Łuka”, Rezerwat Żyguliński, rezerwat Buzułucki Bór i inne.

### Fauna
Na terenie obwodu żyją m.in. łosie, dzikie świnie, jelenie, wilki, zające-szaraki, sarny, borsuki, lisy, a ponadto dziesiątki gatunków ptaków, ryb i owadów.

### Hydrologia
Główną rzeką regionu jest Wołga. Poza nią ważnymi ciekami wodnymi są: Samara, Sok, Kiniel, Bolszoj Irgiz, Kondurcza i in.

### Klimat
Na terenie obwodu samarskiego występuje klimat umiarkowany typu kontynentalnego Charakteryzuje się on m.in. chłodnymi zimami i gorącymi latami. Średnia roczna temperatura powietrza w regionie to +3,8 °C, przy czym istnieją znaczne różnice pomiędzy latem a zimą – średnia temperatura stycznia to –13,9 °C zaś średnia temperatura lipca +20,1 °C.
Na terenie obwodu występuje dość niski poziom opadów, co widoczne jest zwłaszcza w południowej części regionu, gdzie często występują okresowe susze.

## Demografia
Na terenie obwodu mieszka ok. 3.201 000 osób (stan na 1 stycznia 2005). Gęstość zaludnienia wynosi 59,7 os./km², zaś poziom urbanizacji osiągnął poziom 80,3%. Ponad 1/3 populacji mieszka w stolicy regionu – Samarze.

### Narodowości
Liczba przedstawicieli poszczególnych narodowości żyjących na obszarze obwodu i zmiany tej liczby w ciągu ostatnich lat (na podstawie danych spisowych)

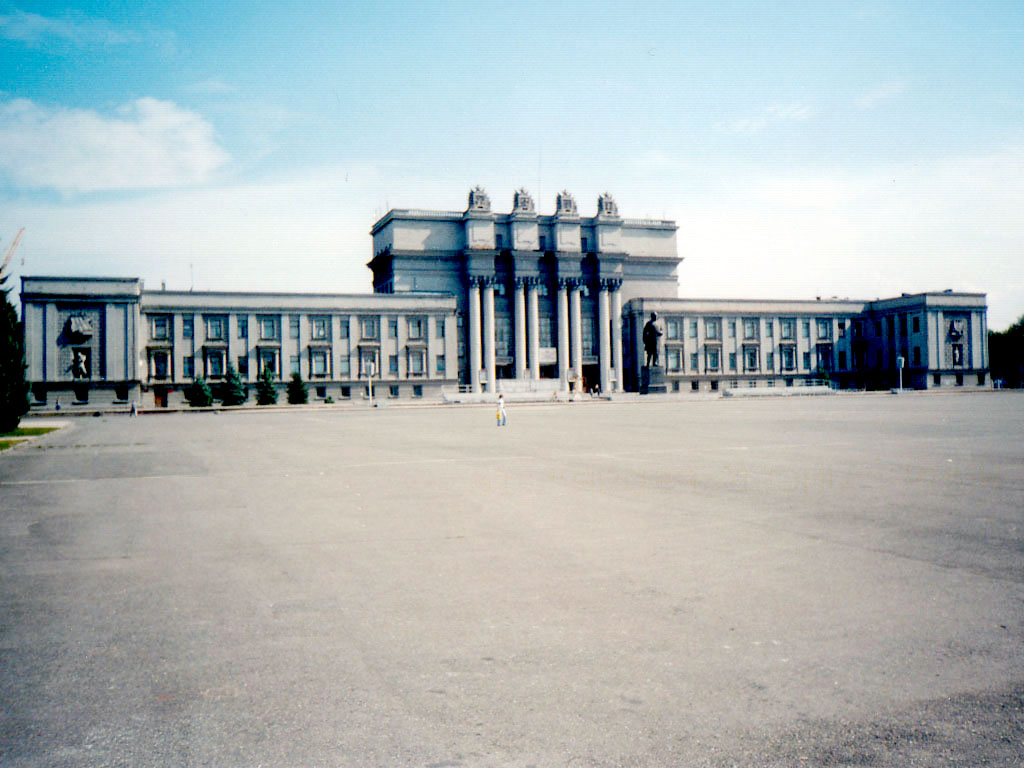
Gmach teatru operowego w Samarze

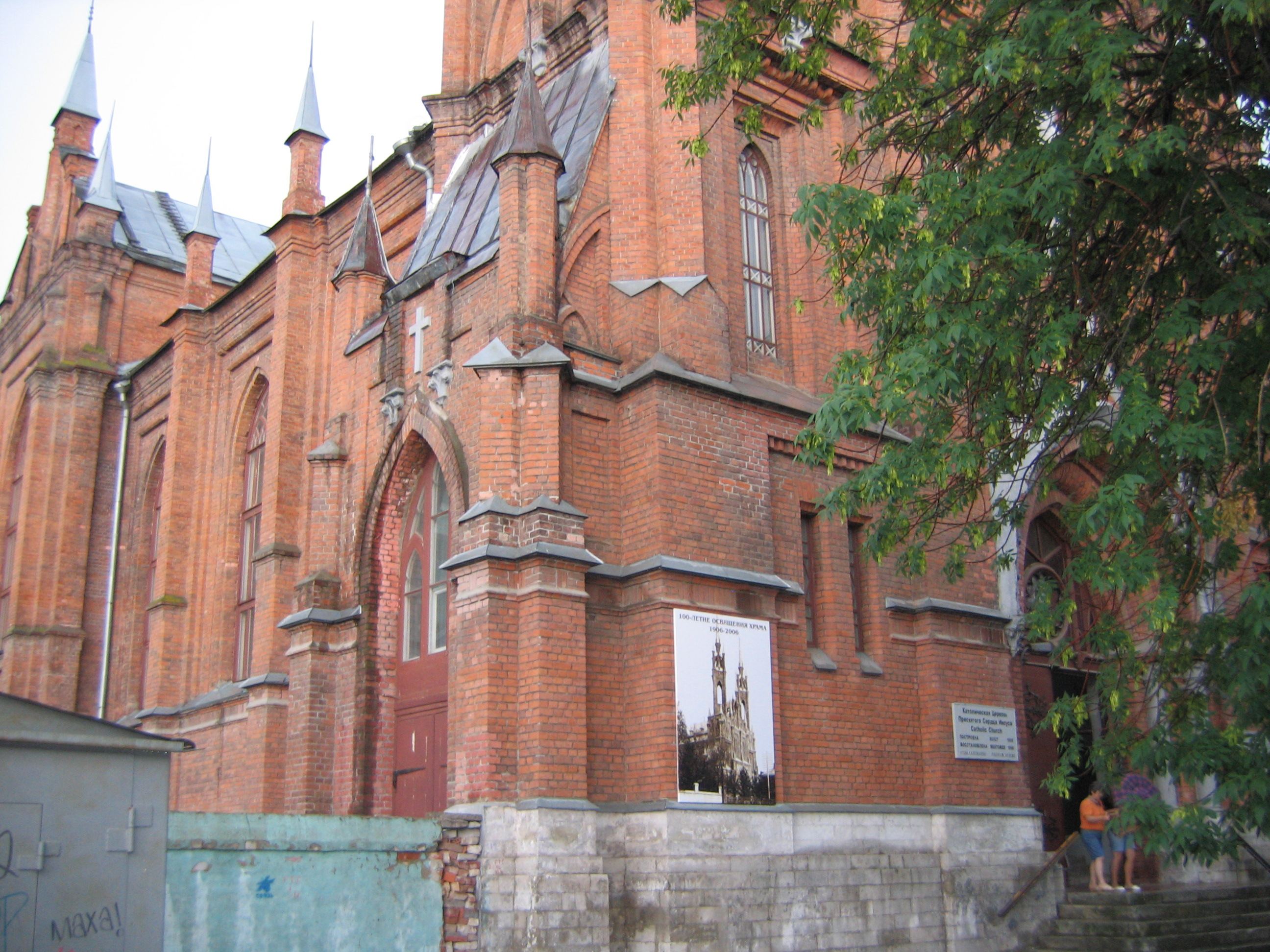
kościół katolicki w Samarze

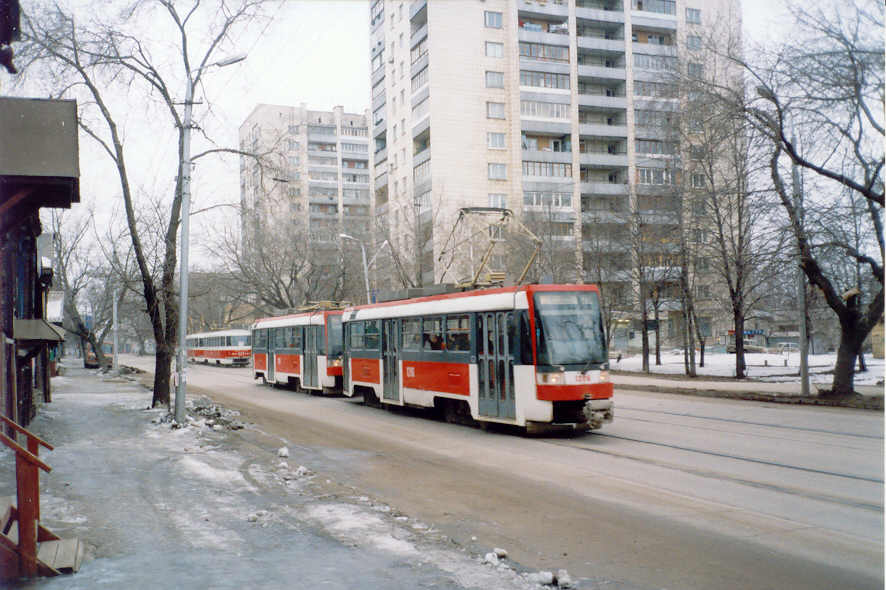
ulica w Samarze

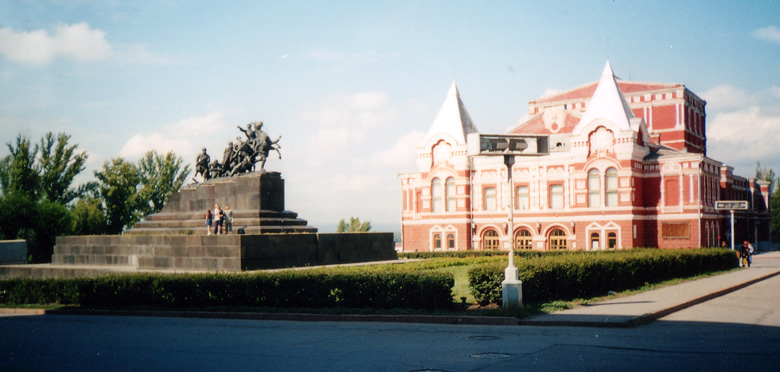
teatr w Samarze

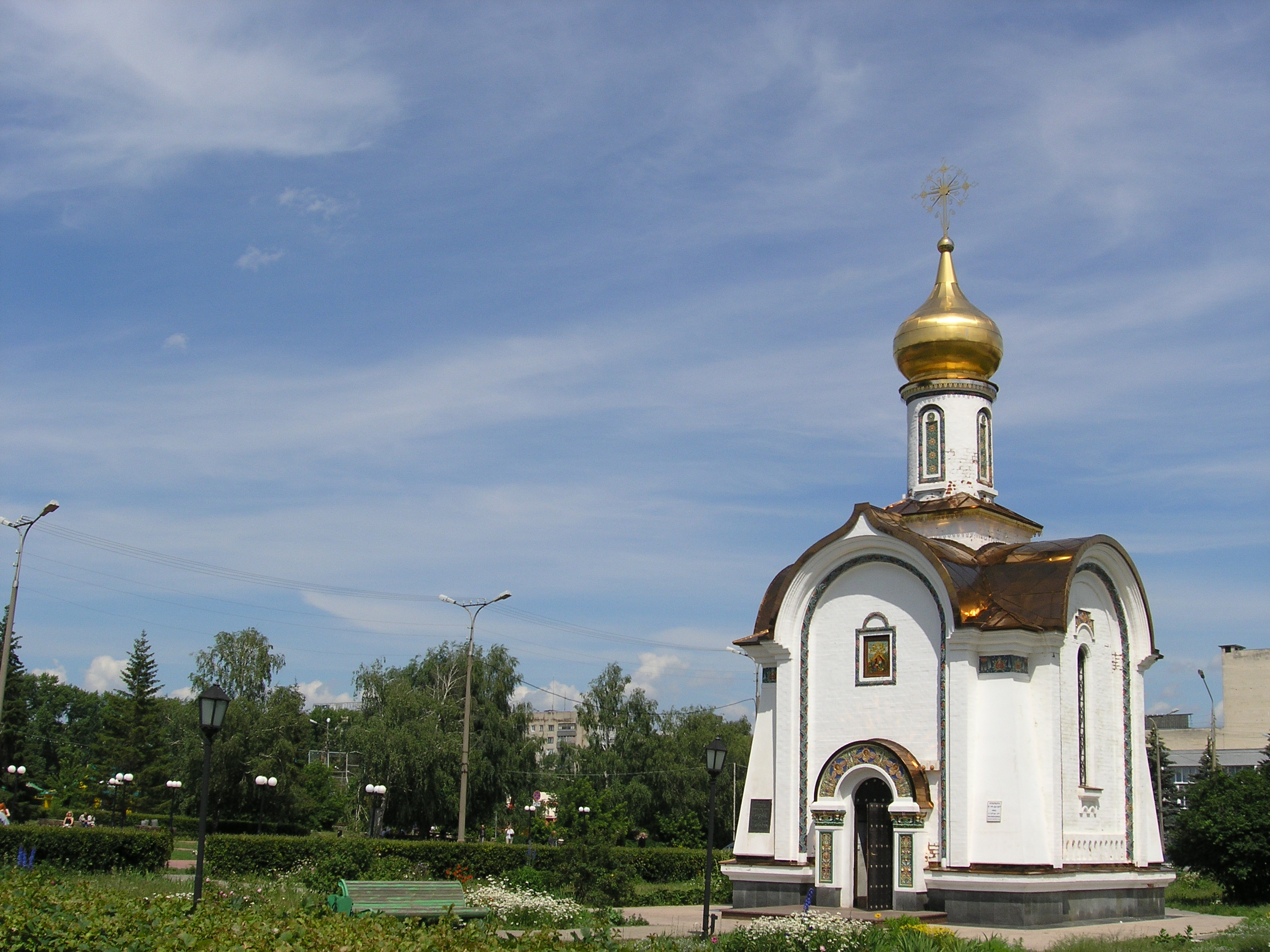
cerkiew pw. Narodzenia Jezusa Chrystusa w Togliatti

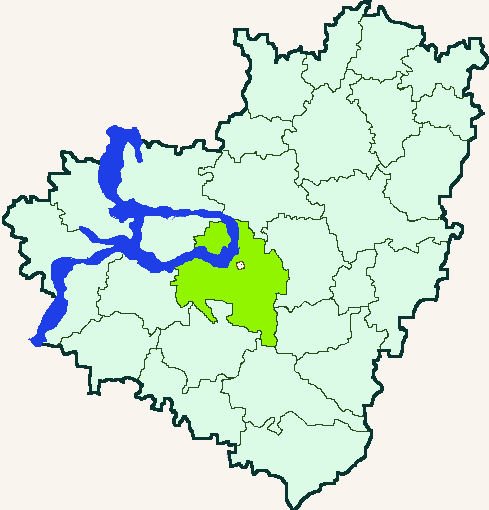
podział administracyjny obwodu z zaznaczeniem położenia rejonu samarskiego

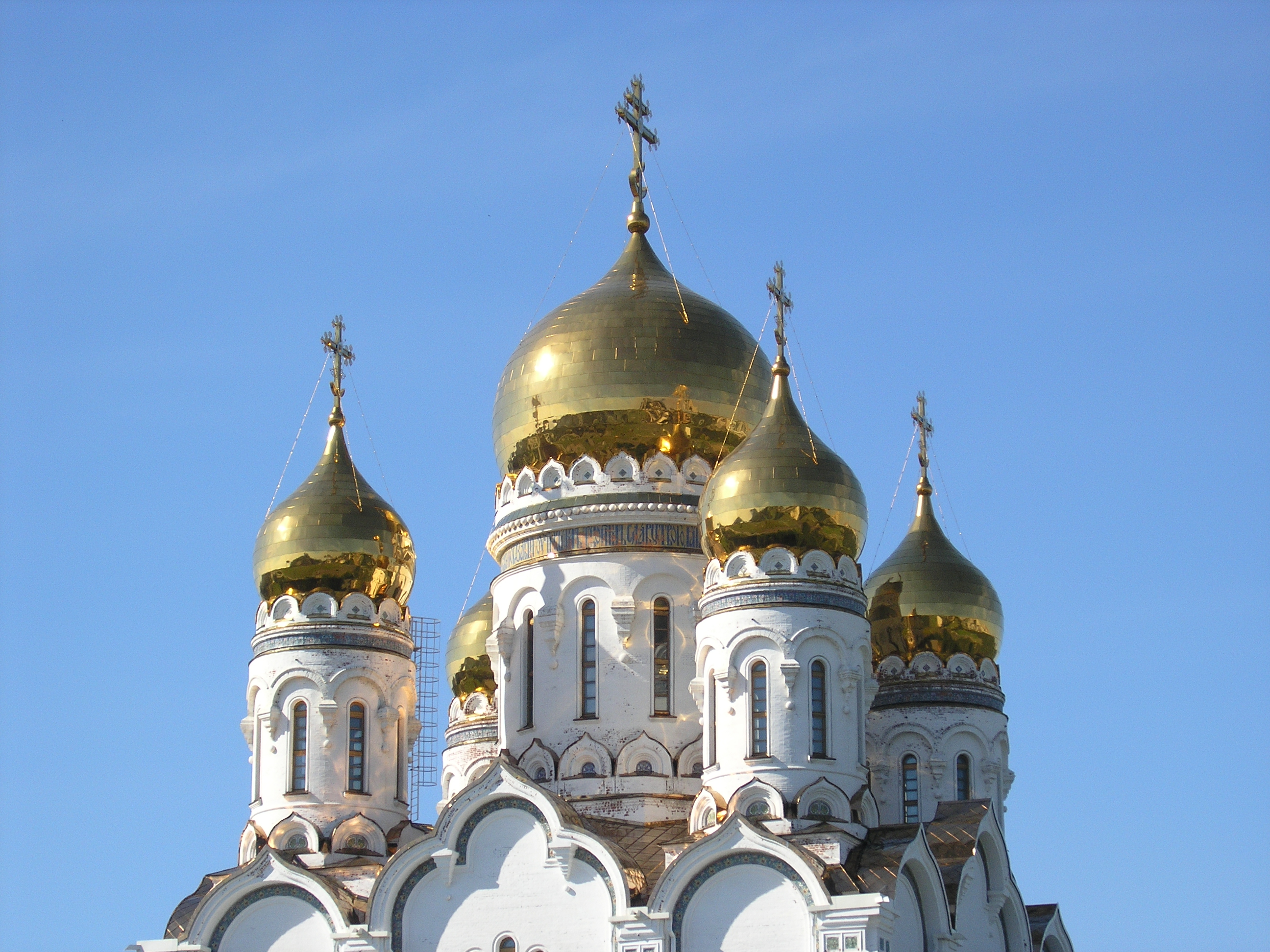
cerkiew w Togliatti

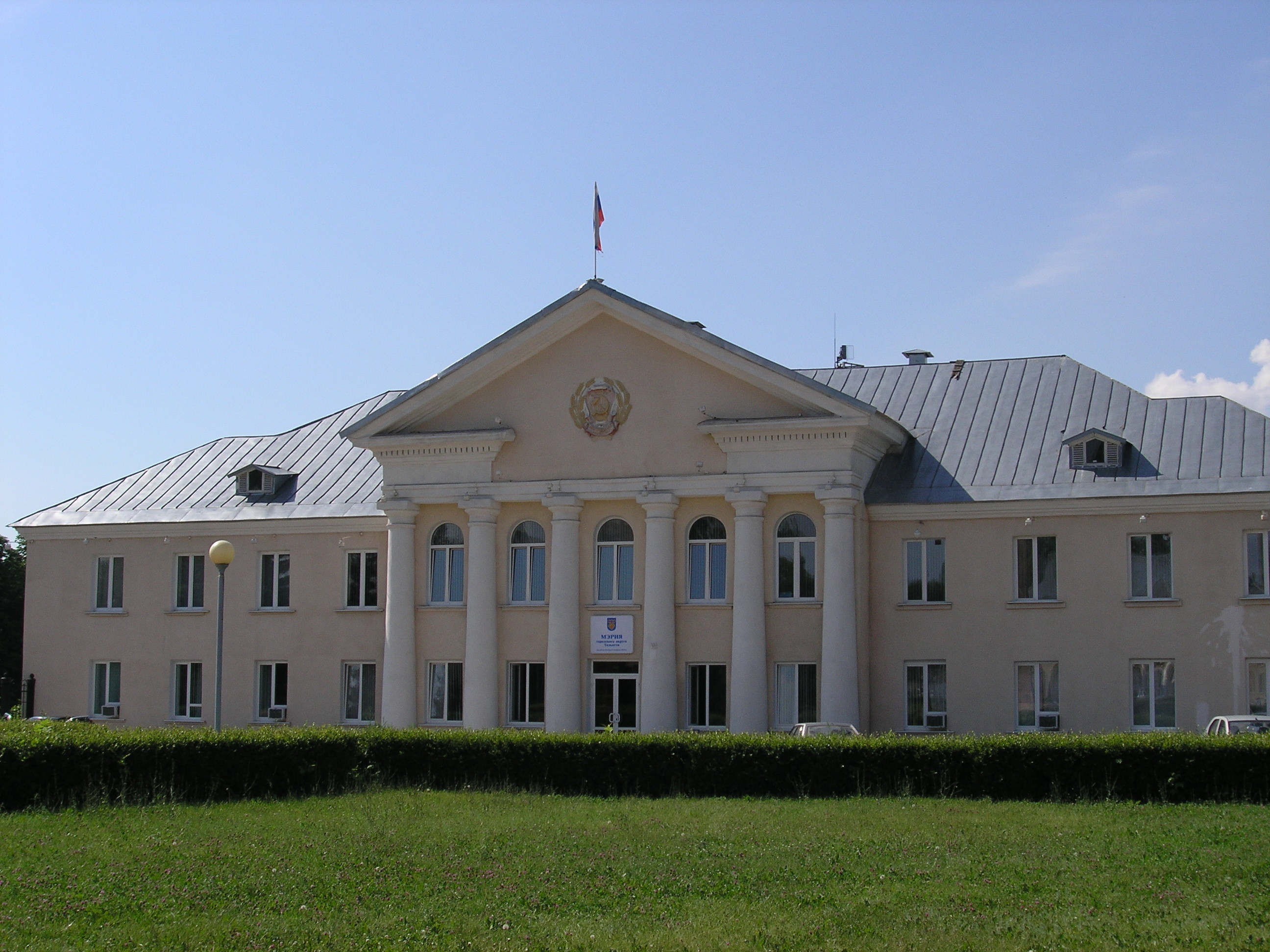
budynek władz miejskich w Togliatti

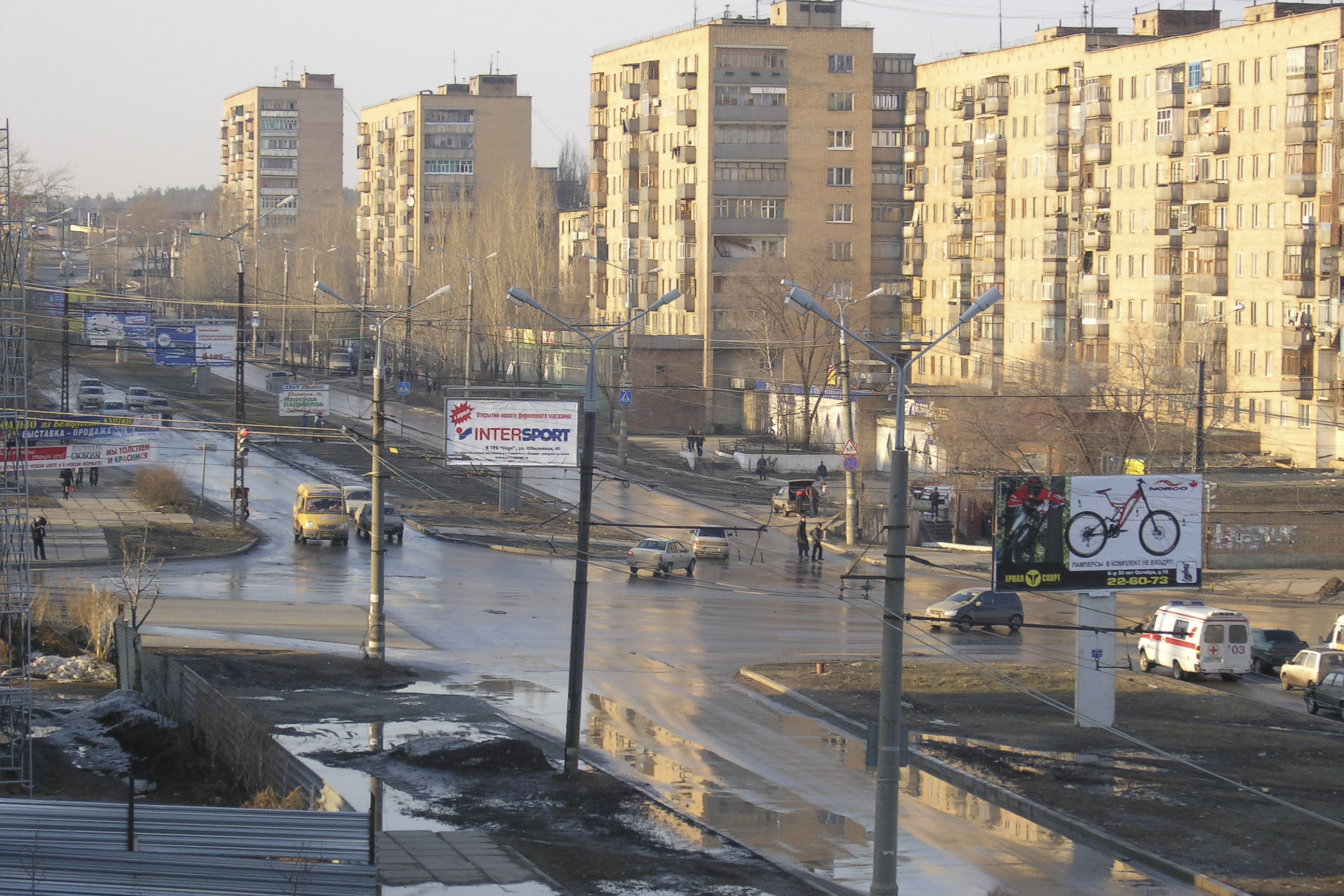
ulica w Togliatti

| Narodowość                                                                 | 1989      | 2002      |
| -------------------------------------------------------------------------- | --------- | --------- |
| Rosjanie                                                                   | 2.720.171 | 2.708.549 |
| Tatarzy                                                                    | 115.280   | 127.931   |
| Czuwasze                                                                   | 117.914   | 101.358   |
| Mordwini                                                                   | 116.475   | 86.000    |
| Ukraińcy                                                                   | 81.720    | 60.727    |
| Ormianie                                                                   | 4.162     | 21.566    |
| Azerowie                                                                   | 6.320     | 15.046    |
| Kazachowie                                                                 | 14.233    | 14.918    |
| Białorusini                                                                | 19.914    | 14.082    |
| Niemcy                                                                     | 10.381    | 9.569     |
| Baszkirzy                                                                  | 7.495     | 7.885     |
| Żydzi                                                                      | 13.572    | 6.384     |
| Uzbecy                                                                     | 3.831     | 5.483     |
| Cyganie                                                                    | 4.981     | 5.244     |
| Tadżycy                                                                    | 1.398     | 4.624     |
| Maryjczycy                                                                 | 4.433     | 3.889     |
| Gruzini                                                                    | 1.973     | 3.518     |
| Mołdawianie                                                                | 2.509     | 2.364     |
| Udmurci                                                                    | 1.758     | 1.608     |
| Koreańczycy                                                                | 564       | 1.462     |
| Polacy                                                                     | 1.400     | 1.263     |
| Czeczeni                                                                   | 474       | 1.193     |
| Lezgini                                                                    | 674       | 1.126     |
| osoby bez poczucia przynależności narodowej lub o nieustalonej narodowości | 1.758     | 22.489    |

## Miasta i osiedla typu miejskiego
| Nazwa             | Nazwa rosyjska  | Liczba miesz- kańców (1 stycznia 2006) |
| ----------------- | --------------- | -------------------------------------- |
| Samara            | Самара          | 1.143.346                              |
| Togliatti         | Тольятти        | 704.876                                |
| Syzrań            | Сызрань         | 181.476                                |
| Nowokujbyszewsk   | Новокуйбышевск  | 111.822                                |
| Czapajewsk        | Чапаевск        | 72.948                                 |
| Żygulowsk         | Жигулёвск       | 56.066                                 |
| Otradnyj          | Отрадный        | 48.933                                 |
| Kiniel            | Кинель          | 32.372                                 |
| Pochwistniewo     | Похвистнево     | 28.258                                 |
| Oktiabrsk         | Октябрьск       | 26.354                                 |
| Biezienczuk1)     | Безенчук        | 23.314                                 |
| Nieftiegorsk      | Нефтегорск      | 19.084                                 |
| Suchodoł1)        | Суходол         | 14.160                                 |
| Roszczynskij1)    | Рощинский       | 13.819                                 |
| Aleksiejewka1)    | Алексеевка      | 10.084                                 |
| Nowosiemiejkino1) | Новосемейкино   | 9.679                                  |
| Powołżskij1)      | Поволжский      | 9.296                                  |
| Ust-Kinielskij1)  | Усть-Кинельский | 8.910                                  |

1) osiedle typu miejskiego

## Podział administracyjny
Obwód samarski dzieli się na 27 rejonów municypalnych. 10 największych miast regionu jest wyłączonych z tego podziału i tworzy okręgi miejskie. Dwa największe spośród tych miejskich okręgów: Samara i Togliatti dzielą się jeszcze na rejony (odpowiednik dzielnicy).

### Okręgi miejskie
- okręg miejski Samara; w nim:
  - Rejon żeleznodorożny
  - Rejon kirowski
  - Rejon krasnogliński
  - Rejon kujbyszewski
  - Rejon leniński
  - Rejon oktiabrski
  - Rejon promyszlenny
  - Rejon samarski
  - Rejon sowiecki
- okręg miejski Togliatti; w nim:
  - Rejon komsomolski
  - Rejon centralny
  - Rejon awtozawodzki
- okręg miejski Żygulowsk
- okręg miejski Kiniel
- okręg miejski Nowokujbyszewsk
- okręg miejski Oktiabrsk
- okręg miejski Otriadnyj
- okręg miejski Pochwistniewo
- okręg miejski Syzrań
- okręg miejski Czepajewsk

### Rejony municypalne
1. Aleksiejewski (ros. Алексеевский район)
2. Biezienczucki (ros. Безенчукский район)
3. Bogatowski (ros. Богатовский район)
4. Bolszegłuszycki (ros. Большеглушицкий район)
5. Bolszeczernigowski (ros. Большечерниговский район)
6. Borski (ros. Борский район)
7. Chworostiański (ros. Хворостянский район)
8. Czerno-Wierszyńki (ros. Челно-Вершинский район)
9. Isakliński (ros. Исаклинский район)
10. Jełchowski (ros. Елховский район)
11. Kamyszliński (ros. Камышлинский район)
12. Kiniel-Czerkasski (ros. Кинель-Черкасский район)
13. Kinielski (ros. Кинельский район)
14. Klawliński (ros. Клявлинский район)
15. Koszkiński (ros. Кошкинский район)
16. Krasnoarmiejski (ros. Красноармейский район)
17. Krasnojarski (ros. Красноярский район)
18. Nieftiegorski (ros. Нефтегорский район)
19. Piestrawski (ros. Пестравский район)
20. Pochwistniewski (ros. Похвистневский район)
21. Priwołski (ros. Приволжский район)
22. Siergiejewski (ros. Сергиевский район)
23. Stawropolski (ros. Ставропольский район)
24. Syzrański (ros. Сызранский район)
25. Szentaliński (ros. Шенталинский район)
26. Szygoński (ros. Шигонский район)
27. Wołżski (ros. Волжский район)

## Gospodarka
Produkt krajowy brutto obwodu samarskiego wynosi 402,3 mld rubli (2005), co daje średnio 125,9 tys. rub./os. rocznie.

### Przemysł
Lokalny przemysł to ok. 400 dużych i średnich zakładów oraz ponad 4 tys. małych. Największe znaczenie posiadają: przemysł metalurgiczny i przemysł paliwowo-energetyczny, ponadto istotną rolę odgrywają przemysł chemiczny i petrochemiczny. W ramach wymienionych poprzednio gałęzi gospodarki mieszczą się także przemysł wydobywczy miejscowych surowców energetycznych: ropy i gazu, a także produkcja benzyny i paliwa do samochodów z silnikiem Diesla oraz mazut. Innym obecnym w rejonie działem produkcji jest hutnictwo metali nieżelaznych.

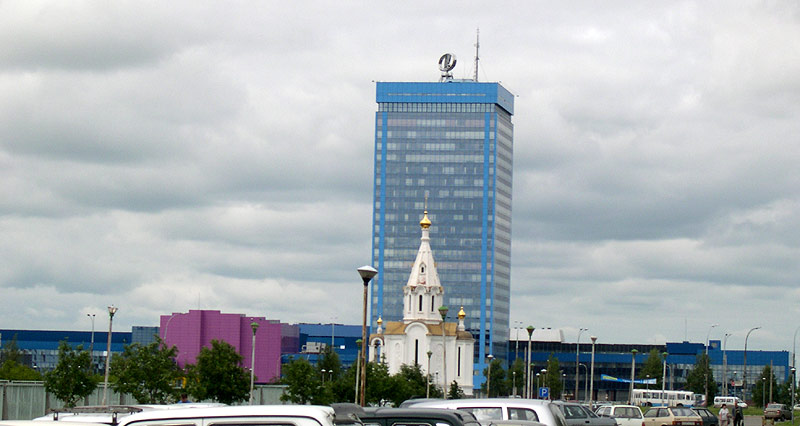
Budynek administracji firmy AwtoWAZ

Bardzo duże znaczenie ma także przemysł maszynowy, zwłaszcza samochodowy, zaś najważniejszym przedsiębiorstwem z tej branży są zakłady AwtoWAZ (produkujące m.in. samochody Łada) w mieście Togliatti, na które przypada 70% całej rosyjskiej produkcji samochodów.
W pobliżu Togliatti znajdują się jedne z największych w świecie zakładów azotowych ToljattiAzot, których głównym zadaniem jest produkcja amoniaku. W związku z tym na terenie obwodu zaczyna swój bieg jeden z największych rurociągów do transportu amoniaku Togliatti – Odessa.
W celu uzyskania energii elektrycznej, produkowanej na terenie obwodu wykorzystuje się, oprócz miejscowych surowców energetycznych, także moc zbudowanej w 1957 Wołżańskiej Elektrowni Wodnej o mocy 2300 MW (dla porównania – dwie kolejne pod względem mocy elektrownie cieplne mają moc po 250 MW).

### Rolnictwo
Na terenie obwodu samarskiego istnieje rozwinięte rolnictwo. Głównym kierunkiem produkcji są zboża, zwłaszcza pszenica i proso. Ważnym gatunkiem uprawnym jest też słonecznik. Ponadto rosną tutaj m.in. ziemniaki i warzywa. Z racji występujących dość często susz, nierzadko plony roślin są znacząco zmniejszone w stosunku do przeciętnych.
Miejscowy chów i hodowla zwierząt ukierunkowane jest pod produkcję mięsa i mleka.

### Transport
Na terenie obwodu krzyżuje się wiele najważniejszych rosyjskich dróg transportowych, łączących Europę Zachodnią i Środkową z Syberią i państwami Azji Środkowej.

#### Transport drogowy
Największe znaczenie gospodarcze posiada transport drogowy. Jego w ogólnym przewozie ładunków i osób przez obszar obwodu wynosi 43%. W związku z rozwojem tej gałęzi transportu w obwodzie istnieje dość gęsta sieć dróg z twardą nawierzchnią – jest ich tutaj ponad 12,5 tys. km., co daje średnio 128 km asfaltowych dróg na km² powierzchni (średnia dla całego kraju – 128 km/km²). Przez obszar obwodu wiedzie autostrada łącząca Moskwę z Czelabińskiem, z odnogami w kierunkach Azji Środkowej i Kazachstanu oraz północnych rejonów Rosji.
Spośród 1333 miejscowości obwodu 1036 (tj. 78%) posiada dostęp do drogi z twardą nawierzchnią.

#### Transport rurociągowy
Drugą pod względem ważności gałęzią transportu jest transport rurociągowy. Drogą tą przesyłane jest ok. 30% wszystkich ładunków, do których należą głównie paliwa, m.in. ropa naftowa i gaz, ale także inne produkty, jak np. amoniak.

#### Transport kolejowy
Za pośrednictwem transportu kolejowego przemieszczane jest ok. 20% wszystkich ładunków w regionie. Kolej kujbyszewska zajmuje 4-5 miejsce w Rosji pod względem ilości przewiezionych ładunków. Pod względem przewozów pasażerskich kolej tylko nieznacznie ustępuje transportowi kołowemu.

#### Transport powietrzny i wodny

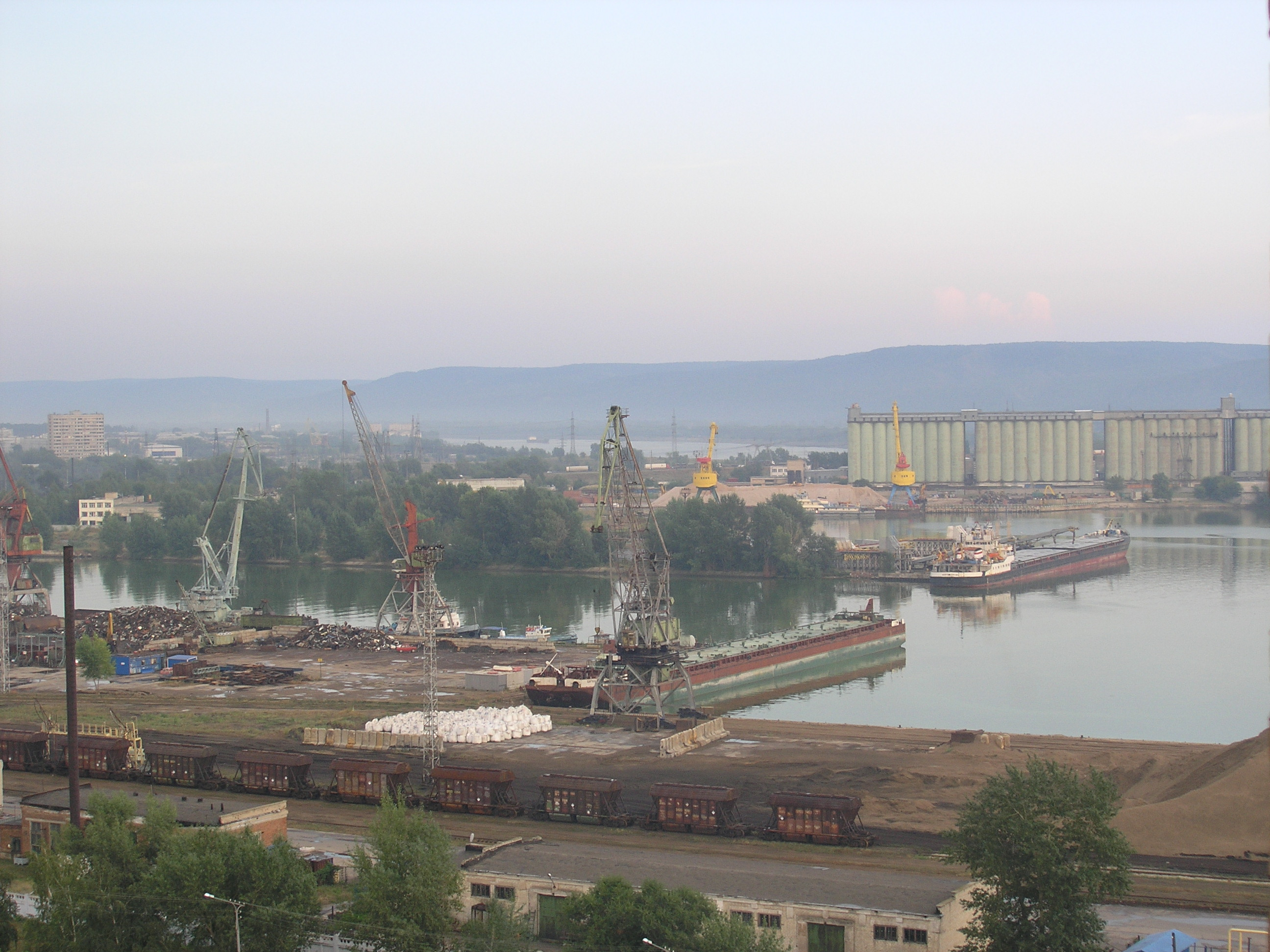
port rzeczny w Togliatti

Relatywnie duże znaczenie posiada transport powietrzny. W obwodzie samarskim znajdują się trzy porty lotnicze, w tym jeden z ważniejszych na Powołżu międzynarodowy port lotniczy Samara, przystosowany do obsługi wszystkich istniejących typów maszyn. Wobec przewidywanego zwiększenia częstości odprawianych maszyn oraz zwiększenia liczby obsługiwanych połączeń obecnie trwa unowocześnianie tego lotniska.
Transport wodny także posiada pewien udział w przewozie na obszarze regionu; ma on znaczenie w przewozie towarów, dla ruchu pasażerskiego jego znaczenie jest marginalne. Główną rzeką służącą do spławu jest Wołga.

### Surowce mineralne
Na terenie obwodu znajdują się złoża surowców energetycznych: ropy naftowej i gazu ziemnego oraz (palnych) łupków bitumicznych. Miejscowe złoża ropy zalegają na głębokości do 3000 m. Oprócz tego w regionie znajdują się miejsca wydobycia innych surowców, jak siarka i sól, skały i minerały stosowane w przemyśle cementowym i budowlanym (m.in. kreda, gliny, w tym krzemionkowej). Znajdują się tu również ujęcia podziemnych wód mineralnych.

## Historia

### Historia ziemi samarskiej
Według badań archeologicznych pierwsze osady ludzkie na obszarze środkowego Powołża pojawiły się w późnym paleolicie. Ludzie ci żyli z polowań na zwierzęta, głównie duże: mamuty, nosorożce włochate, żubry, łosie, jelenie olbrzymie i in.
W starożytności obszar ten zajmowały koczownicze plemiona scytyjsko-sarmackie, które pozostawiły po sobie ślady w postaci m.in. kurhanów.
Od VII w. region znajdował się pod wpływem Chazarów, jednak po rozbiciu ich państwa przez księcia kijowskiego Światosława mieszkańcy środkowego Powołżą uzyskali niezależność. W okresie późniejszym ziemie te znalazły się pod wpływem Bułgarii Wołżańsko-Kamskiej, której południowa granica przebiegała przez obszar regionu. W wyniku najazdu mongolskiego w XIII wieku tereny te weszły w skład Złotej Ordy, a po jej rozpadzie – w skład Chanatu kazańskiego. W 1391 w regionie rozegrała się jedna z największych bitew średniowiecza, między wojskami Tamerlana a armią tatarskiego chana Tochtamysza, zakończona zwycięstwem tego pierwszego.

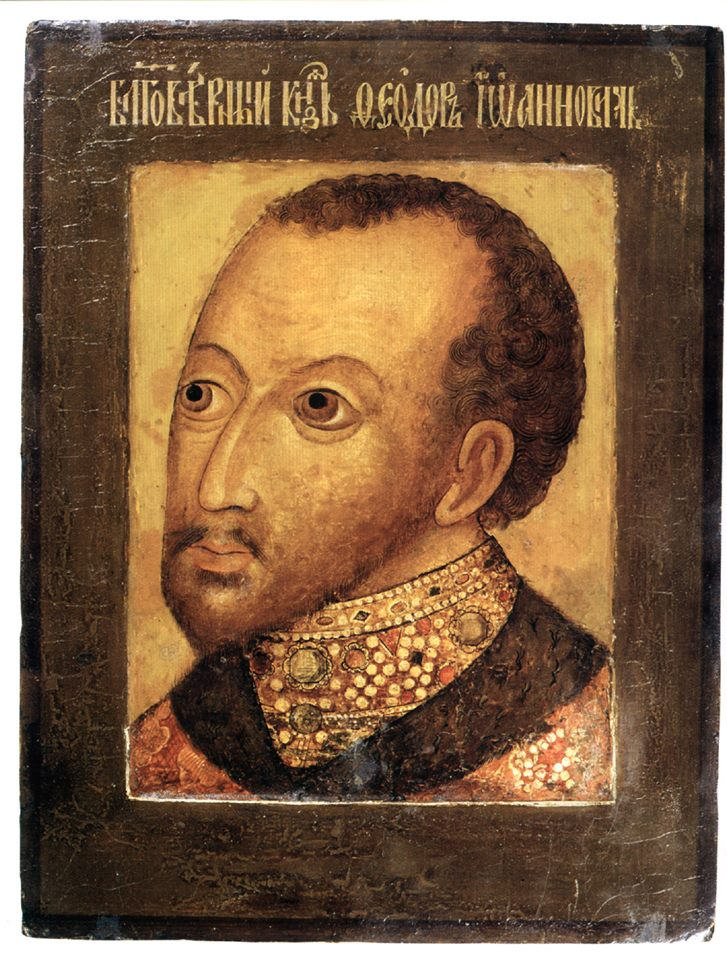
car Fiodor I, z rozkazu którego wzniesiono twierdzę Samara

W miarę wzrostu znaczenia i potęgi militarnej Państwa Moskiewskiego jego władcy zaczynali interesować się obszarami środkowego Powołża, również z uwagi na strategiczne znaczenie tych ziem. W 1586, z rozkazu cara Fiodora Iwanowicza nad rzeką Samara zbudowano twierdzę o tej samej nazwie – dzisiejszą stolicę obwodu. Warownia ta miała chronić rubieże kraju przed atakami koczowników.
Z uwagi na żyzność tutejszych ziem, jak i krzyżowanie się wielu szlaków handlowych przybywało tutaj wielu kolonistów i zaludnienie regionu szybko rosło. Od XIX w. środkowe Powołże było jednym z największych w Rosji centrów produkcji zboża. Obszar ten przyciągał także wielu ludzi kultury – tutaj tworzyli m.in. Lew Tołstoj, Maksym Gorki, Ilja Riepin.

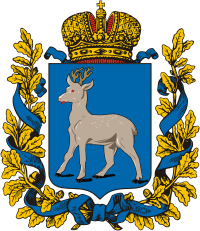
herb guberni samarskiej

W czasie rewolucji październikowej i wojny domowej region samarowski był obszarem częstych i silnych walk.
W 1935 miasto Samara zostało przemianowane na Kujbyszew na cześć rewolucjonisty Waleriana Kujbyszewa.

### Powstanie obwodu
W 1850 r. z obszaru środkowego Powołża utworzono gubernię samarską. 14 maja 1928 powstał Obwód środkowowołżański. W 1929 przemianowano go na Kraj Środkowowołżański, zaś w 1935 – na Kraj Kujbyszweki. W 1936 powstał obwód w swych dzisiejszych granicach. W latach 1936–1990 region nosił nazwę obwodu kujbyszewskiego, a obecną nazwę otrzymał wraz z przywróceniem historycznej nazwy swej stolicy – Samarze.

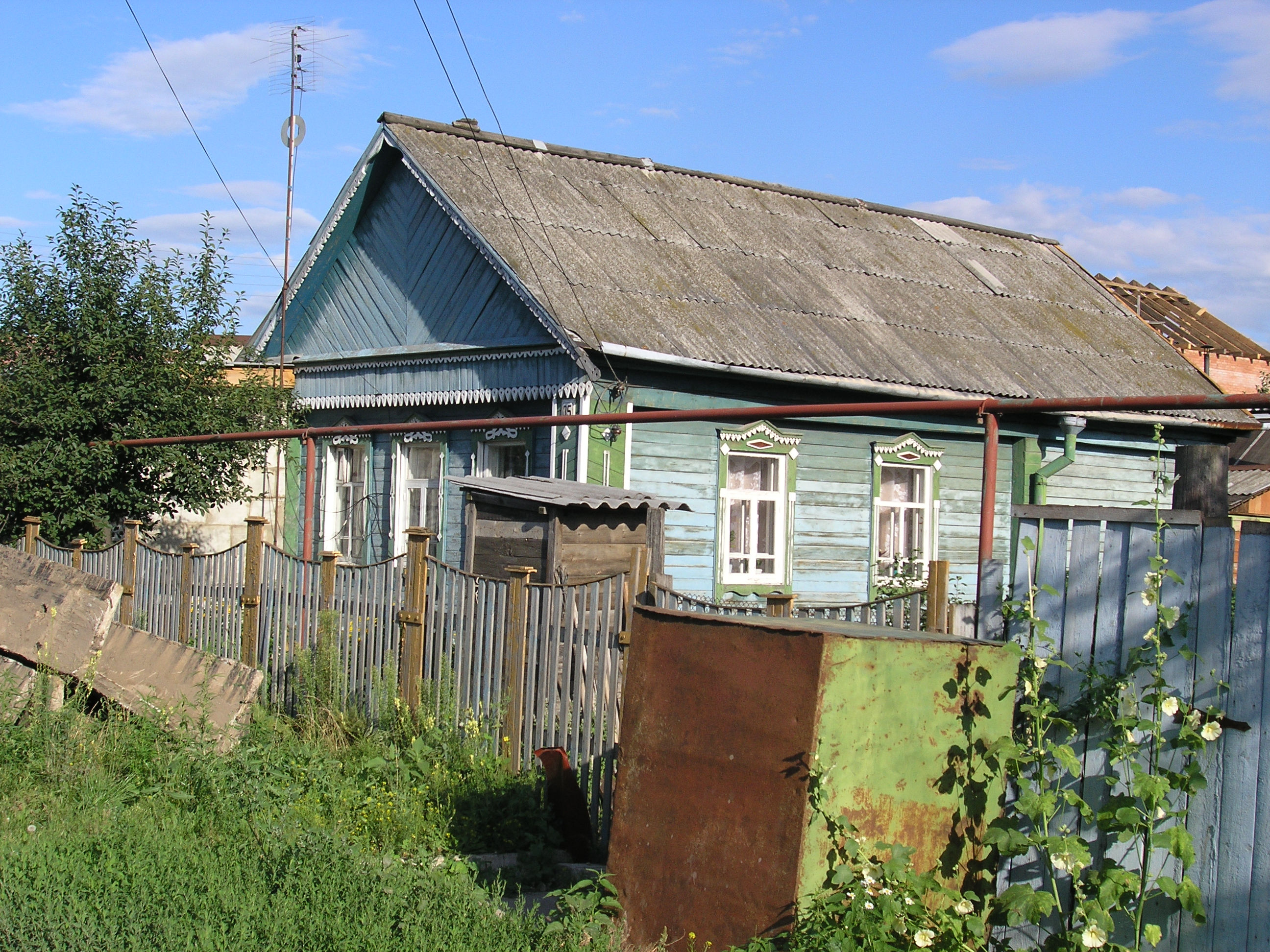
wiejski dom na przedmieściach Togliatti

#### Gubernatorzy guberni samarskiej
- Stiepan G. Wołchowski (1851–1853)
- Konstanty K. Grot (1853–1860)
- Adam A. Arcimowicz (1860–1862)
- Nikołaj A. Zamiatnin (1862–1863)
- Mikołaj P. Mansurow (1864–1865)
- Borys P. Obuchow (1865–1866)
- Grigorij S. Aksakow (1867–1872)
- Fiodor D. Klimow (1872–1875)
- Piotr A. Bilbasow (1875–1878)
- Aleksander D. Swierbiejew (1878–1891)
- Aleksander S. Brianczaninow (1891–1904)
- Dymitr Iwanowicz Zasiadko (1904–1905)
- Iwan L. Blok (1906)
- Władimir W. Jakunin (1906–1910)
- Nikołaj W. Protasiew (1910–1915)
- Siergiej D. Jewreinow (1915)
- Andriej A. Stankiewicz (1915–1916)
- Lew L. Golicyn (1916–1917)
- Konstanty A. Titow (1996–2007) (gubernator obwodu samarskiego)

## Symbole obwodu
Herb obwodu samarskiego jest nieznacznie zmodyfikowaną wersją herbu guberni samarskiej, który z kolei nawiązywał do herbu miasta Samara – stolicy regionu.
Flaga regionu przedstawia herb obwodu umieszczony płótnie w barwach czerwono-biało-niebieskich.

## Tablice rejestracyjne
Tablice pojazdów zarejestrowanych w obwodzie samarskim mają oznaczenie 63 w prawym górnym rogu nad flagą Rosji i literami RUS.